# Unión de Ciudades Taurinas de Francia
La Unión de Ciudades Taurinas de Francia (Unión des villes taurines françaises), conocida bajo las siglas UVTF, es una asociación francesa creada en 1966 y que tiene como objetivo la promoción de la tauromaquia como Patrimonio Cultural con carácter inmaterial en Francia así como la cría ética del toro bravo.

## Historia
Esta asociación francesa surge como una iniciativa de la ciudad de Arlés destinada a proteger la tradición taurina del sur de Francia después de una problemática surgida en la Plaza de toros de Arlés en 1965, determinado para la mala presentación de algunos toros durante los espectáculos celebrados allí. Asimismo, la Unión de las ciudades taurinas tiene como objetivo proteger la denominada "tradición interrumpida" de este tipo de festejos en toda la región, especialmente después de las excepciones que la legislación francesa hacía a la denominada Ley Grammont sobre los derechos de los animales domésticos.

### Reglamento taurino (1972)
En 1972, la Unión de Ciudades Taurinas francesas otorgó un reglamento aceptado por todas las municipalidades miembro para regular el desarrollo de los festejos taurinos, inspirándose en los fundamentos del Nuevo reglamento de espectáculos taurinos español, aprobado en marzo de 1962. La composición de la corrida mantiene la misma estructura que en las corridas de toros en España aunque mantiene particularidades, al respecto del caso español, en lo concerniente a la suerte de varas, al fraude en las astas de los toros o en la dotación de las enfermerías.

### Iniciativas culturales
Además de la regulación de los espectáculos taurinos, la Unión de Ciudades Taurinas de Francia ha sido impulsora junto con otras instituciones de diferente iniciativas destinadas a la promoción cultural de la tauromaquia. En 2009, la UVTF y el Observatoire National des Cultures Taurines, elevaron hasta el Ministerio de Cultura francés la declaración de los festejos taurinos como patrimonio cultural inmaterial, lo que se materializaría años después, en 2011.
En 2019, ambas instituciones emprendieron una campaña de publicidad destinada a reivindicar el peso histórico de la tauromaquia en el sur de Francia, haciéndolo bajo el  lema "Le taureau, notre culture". Asimismo, y con motivo de la Covid-19, en año 2020, las  ciudades taurinas empezaron a iidear "la adopción de un nuevo modelo económico sostenible y solidario de la Fiesta", para adaptar los festejos taurinos a los retos del futuro más inmediato.

## Ciudades miembro
Son integrantes de la Unión de Ciudades Taurinas de Francia un total de cincuenta municipios si bien dentro de estos no se incluye la totalidad en la que se celebran festejos taurinos. Entre las ciudades más representativas destacan:
1. Aignan (Gers)
2. Aire-sur-l'Adour (Landas)
3. Alés (Gard)
4. Arlés (Bocas del Ródano)
5. Bayona (Pirineos Atlánticos)
6. Becaurie (Gard)
7. Béziers (Hérault)
8. Boujan-sur-Libron (Hérault)
9. Bourg-Madame (Pirineos Orientales)
10. La Brède (Gironda)
11. Captieux (Gironda)
12. Carcasona (Aude)
13. Céret (Pirineos Orientales)
14. Châteaurenard (Bocas del Ródano)
15. Dax (Landas)
16. Eauze (Gers)
17. Fourques (Gard)
18. Fréjus (Var)
19. Gamarde-les-Bains (Landas)
20. Garlin (Pirineos Atlánticos)
21. Le Grau-du-Roi (Gard)
22. Hagetmau (Landas)
23. Istres (Bocas del Ródano)
24. Lattes (Hérault)
25. Le Houga (Gers)
26. Lunel (Hérault)
27. Magescq (Landas)
28. Mauguio (Hérault)
29. Millas (Pirineos Orientales)
30. Mimizan (Landas)
31. Mont-de-Marsan (Landas)
32. Mugron (Landas)
33. Nimes (Gard)
34. Orthez (Pirineos Atlánticos)
35. Palavas-les-Flots (Hérault)
36. Parentis-en-Born (Landas)
37. Pérols (Hérault)
38. Rieumes (Alto Garona)
39. Rion-des-Landes (Landas)
40. Roquefort (Landas)
41. Saint-Gilles (Gard)
42. Saint-Martin-de-Crau (Bocas del Ródano)
43. Saint-Perdon (Landas)
44. Saint-Sever (Landas)
45. Saint-Vincent-de-Tyrosse (Landas)
46. Saintes-Maries-de-la-Mer (Bocas del Ródano)
47. Soustons (Landas)
48. Tarascon (Bocas del Ródano)
49. Vauvert (Gard)
50. Vic-Fezensac (Gers)